# Tellurion

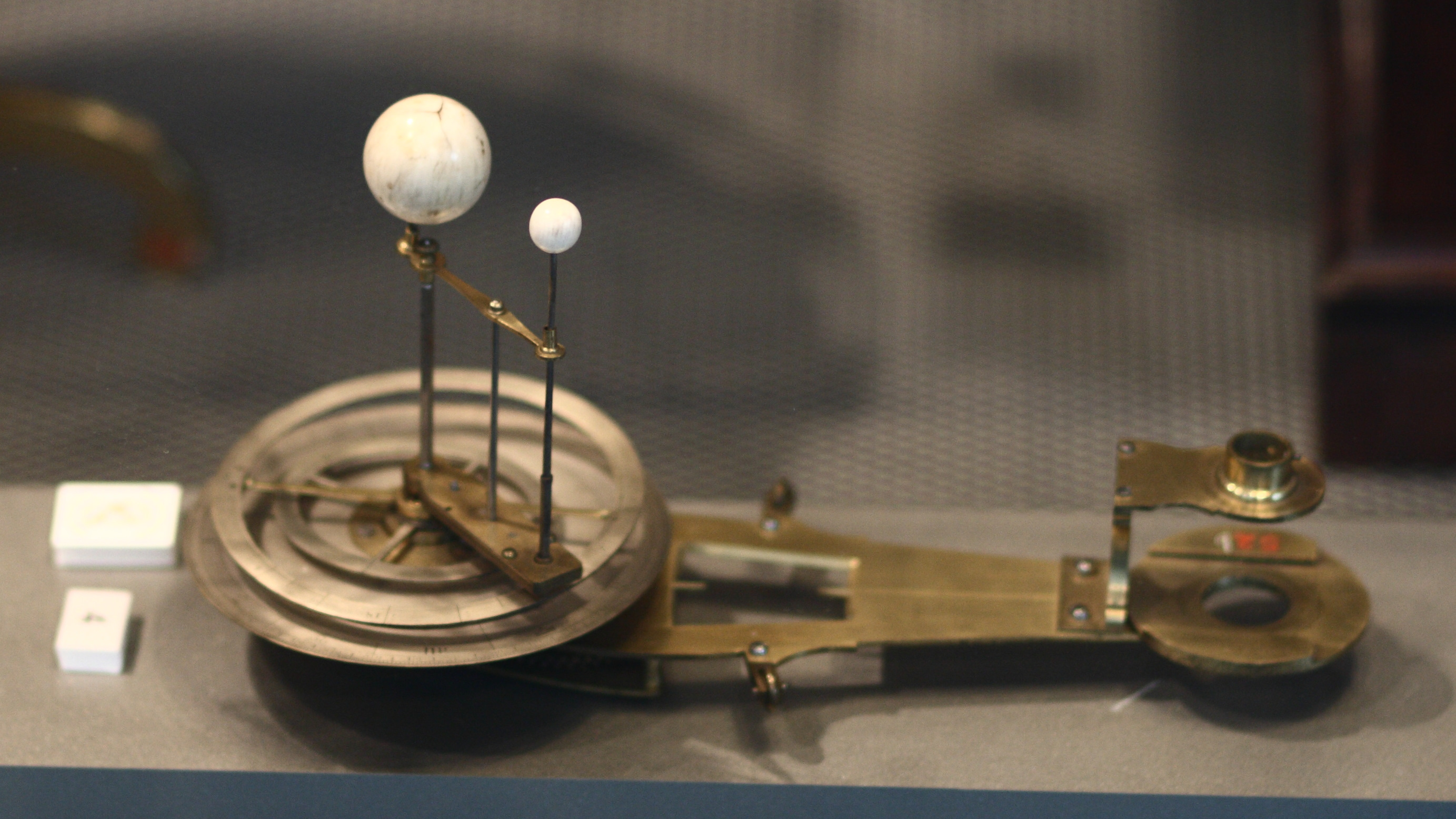
Un tellurion fabriqué en 1766, utilisé par John Winthrop pour enseigner l'astronomie à Harvard.

Un tellurion (nommé aussi tellurium) est une horloge surmontée d'un mécanisme décrivant la mise en place du jour, de la nuit et des saisons par le mouvement de la Terre sur son axe et son orbite autour du Soleil. Normalement, l'horloge affiche également la phase lunaire et un calendrier perpétuel sur quatre ans.

## Description
Il est apparenté au planétaire, qui illustre les mouvements et les positions relatives des planètes et des lunes du Système solaire au sein d'un modèle héliocentrique.
Le mot tellurion dérive du latin tellus, signifiant Terre.